# The EMI Singles Collection
The EMI Singles Collection – kompilacja teledysków zespołu Marillion, z czasów, gdy nagrywali dla wytwórni EMI.

## Lista utworów
1. Market Square Heroes
2. He Knows You Know
3. Garden Party
4. Assassing
5. Kayleigh
6. Lavender
7. Lady Nina
8. Heart of Lothian
9. Incommunicado
10. Sugar Mice
11. Warm Wet Circles
12. Hooks In You
13. The Uninvited Guest
14. Easter
15. Cover My Eyes
16. No One Can
17. Dry Land
18. Sympathy
19. The Hollow Man
20. Alone Again in the Lap of Luxury
21. The Great Escape
22. Beautiful

### Bonusy DVD
- Song Lyrics
- Marillion Discography
- Hidden Extras